# Blake Agnoletto
Blake Agnoletto, né le 21 octobre 2002 à Bendigo, est un coureur cycliste australien. Il participe à des compétitions sur route et sur piste. 

## Biographie
Blake Agnoletto est formé au Bendigo & District Cycling Club, sur ses terres natales,. Actif sur piste, il obtient diverses médailles aux championnats d'Océanie et aux championnats d'Australie en 2022 et 2023. Il s'impose également à plusieurs reprises sur route lors de la saison 2023, sous les couleurs de l'équipe continentale ARA-Skip Capital. Cette même année, il termine troisième du Tour de Binzhou, ou encore dixième du Tour d'Overijssel. Il représente par ailleurs son pays natal dans diverses événements internationaux. Il se classe notamment deuxième de la course à l'élimination à Milton, dans le cadre de la Coupe des Nations. 
En 2024, il est sacré champion d'Australie du critérium dans la catégorie des espoirs,. Il obtient aussi plusieurs tops dix au sprint sur des étapes du Tour de Grèce, du Tour du lac Poyang et du Tour de Langkawi. Sur piste, il se fait de nouveau remarquer dans des manches de la Coupe des Nations en finissant deuxième de l'élimination et de la poursuite par équipes à Adélaïde. Il est par ailleurs sélectionné en équipe d'Australie pour disputer les championnats du monde de Ballerup.
En 2025, il intègre la nouvelle formation Atom 6 Bikes-Decca Continental, implantée en Belgique mais évoluant sous licence australienne. Il effectue sa reprise aux championnat d'Australie sur route, où il se classe septième du critérium et de la course en ligne. Quelques semaines plus tard, il remporte la Melbourne to Warrnambool Classic, une épreuve nationale réputée. Il finit également premier de l'élimination et deuxième de l'américaine aux championnats d'Océanie sur piste. Le 16 avril, il prend la quinzième place du Tour du Limbourg, devant de nombreux professionnels.

## Palmarès sur route

### Par année
- 2020
  - 2e du championnat d'Australie du critérium juniors
- 2022
  - Tour des Tropiques :
    - Classement général
    - 4e étape
- 2023
  - 4e étape du Tour du lac Poyang (contre-la-montre par équipes)
  - 2e du championnat d'Australie du critérium espoirs
  - 3e du Tour de Binzhou
- 2024
  -  Champion d'Australie du critérium espoirs
- 2025
  - 2e étape de SA Kick It
  - Melbourne to Warrnambool Classic
  - 2e du Circuit du Pays de Waes
  - 3e de l'Omloop der Kempen

### Classements mondiaux
| Année                                 | 2023  |
| ------------------------------------- | ----- |
| Classement mondial                    | 2648e |
| UCI Oceania Tour                      | 113e  |
|                                       |       |
| Légende : nc = non classéSource : UCI |       |

## Palmarès sur piste

### Coupe des Nations
- 2023
  - 2e de l'élimination à Milton
- 2024
  - 2e de l'élimination à Adélaïde
  - 2e de la poursuite par équipes à Adélaïde
- 2025
  - 1er de la poursuite par équipes à Konya (avec Liam Walsh, James Moriarty, Josh Duffy et Oliver Bleddyn)

### Ligue des champions
- 2024
  - 3e de l'élimination à Apeldoorn (I)
  - 3e de l'élimination à Apeldoorn (II)
  - 3e de l'élimination à Londres (I)

### Championnats d'Océanie
| Édition / Épreuve | Poursuite par équipes | Scratch | Américaine | Elimination |
| Brisbane 2022     | Bronze                | Argent  | Bronze     |             |
| Brisbane 2023     | Or                    |         |            |             |
| Brisbane 2025     |                       |         | Argent     | Or          |

### Championnats nationaux
- 2022
  -  Champion d'Australie de poursuite par équipes (avec Graeme Frislie, Jordan Villani et Jackson Hribar)
  - 2e du championnat d'Australie de l'américaine
  - 3e du championnat d'Australie de poursuite
  - 3e du championnat d'Australie de l'élimination
- 2023
  -  Champion d'Australie de l'américaine (avec Kelland O'Brien)[9]
  - 3e du championnat d'Australie de poursuite par équipes
  - 3e du championnat d'Australie de course aux points
- 2024
  - 3e du championnat d'Australie de l'américaine
  - 3e du championnat d'Australie de l'omnium